# Gyula Thürmer
Gyula Thürmer (Budapest, 14 aprile 1953) è un politico ed ex diplomatico ungherese.
è presidente del Partito Operaio Ungherese sin dalla sua fondazione avvenuta il 17 dicembre 1989.

## Opere
- Nem kell NATO! (1995), Progressio Kft.
- Balszemmel (book series, 2006–), Progressio Kft.
- Az elsikkasztott ország (2009), Korona Kiadó
- 25 év árral szemben (2014), Progressio Kft.